# Torsten Adenby
Torsten Fredrik Karl Adenby, ursprungligen Andersson, född 2 december 1918 i Stockholm, död 23 oktober 1992 i Matteus församling i Stockholm, var en svensk journalist och PR-man.
Han växte upp i Stockholm och var son till plåtslagare John (Andersson) Adenby och Karin, ogift Karlsson. Efter språkstudier och praktik i England var Torsten Adenby 1940–1946 anställd vid Kungliga Myntverket varefter han 1946–1952 arbetade som journalist vid Idrottsbladet.
År 1952 startade han PR-firman Torsten Adenby Press & Reklam. Som manager hjälpte han till att göra Snoddas till stor idol.
Torsten Adenby var pressansvarig för "Festival Of The Midnight Sun" på Mantorp 1970 som blev en gigantisk flopp.
Adenby var en framstående ikonsamlare. Hans samling på över 150 ikoner såldes på auktion 1994.
Torsten Adenby var 1943–1965 gift med Maria Andersson (1914–1993), dotter till urmakare Josef Andersson och Hulda, ogift Andersson, med vilken han hade sonen Lars (född 1945). Adenbys andra äktenskap var 1971–1980 med skådespelaren Iréne Söderblom (1921–2023).
Han är begravd på Sandsborgskyrkogården i Stockholm.